# Szuwar wąskopałkowy
Szuwar pałki wąskolistnej, szuwar wąskopałkowy, zespół pałki wąskolistnej (Typhetum angustifoliae) – syntakson w randze zespołu budowany przez słodkowodny makrofit: pałkę wąskolistną. Należy do klasy zespołów szuwarowych Phragmitetea.

## Charakterystyka
Szuwar zajmujący stosunkowo głębokie wody stojące lub wolno płynące – od starorzeczy po strefę litoralną jezior. Wymaga wód stosunkowo żyznych (jeziora eutroficzne). Zwykle na podłożu mineralnym drobnoziarnistym (piaski), czasem zamulonym, rzadziej na gytii. Zwykle jest jednym z najdalej w głąb toni wodnej wysuniętych pasów szuwarów, czasem na głębokości ponad 2 m. Niegdyś łączony z szuwarem szerokopałkowym jako Typhetum angustifolio-latifoliae Schmale 1939, jednak zajmuje inne siedliska - podobne raczej do siedlisk szuwaru oczeretowego. W sukcesji wypiera właśnie to zbiorowisko lub zbiorowiska elodeidów i nymfeidów. Wypierane jest przez trzcinowiska, w pewnych warunkach ulega zatorfieniu i przekształceniu w Thelypteridi-Phragmitetum. Płaty często pokrywają duże powierzchnie.
Zespół cechuje się znaczną produkcją biomasy i odgrywa istotną rolę w wypłycaniu zbiorników wodnych.
Występowanie
W Polsce pospolite na terenie całego kraju.
Charakterystyczna kombinacja gatunków
ChAss. : pałka wąskolistna (Typha angustifoliae).
ChAll. : tatarak zwyczajny (Acorus calamus), sitowiec nadmorski (Bulboschoenus maritimus), łączeń baldaszkowy (Butomus umbellatus), kropidło wodne (Oenanthe aquatica), rzepicha ziemnowodna (Rorippa amphibia), strzałka wodna (Sagittaria sagittifolia), oczeret jeziorny (Schoenoplectus lacustris), jeżogłówka pojedyncza (Sparganium emersum), jeżogłówka gałęzista (Sparganium erectum).
ChCl. : żabieniec babka wodna (Alisma plantago-aquatica), ponikło błotne (Eleocharis palustris), skrzyp bagienny (Equisetum fluviatile), manna mielec (Glyceria maxima), trzcina pospolita (Phragmites australis), szczaw lancetowaty (Rumex hydrolapathum), oczeret Tabernemontana (Schoenoplectus tabernaemontani), marek szerokolistny (Sium latifolium), pałka szerokolistna (Typha latifolia).
Typowe gatunki
Charakterystyczna kombinacja gatunków zbiorowiska ma znaczenie dla diagnostyki syntaksonomicznej, jednak nie wszystkie składające się na nią gatunki występują często. Dominantem jest pałka wąskolistna. Inne częściej występujące gatunki to: trzcina pospolita, oczeret jeziorny, szczaw lancetowaty, rzęsa drobna, rzęsa trójrowkowa, żabiściek pływający, grążel żółty, rdestnica pływająca.